# Ömer Büyükaycan
Ömer Büyükaycan (Istanbul, 10 maggio 1966) è un ex cestista turco.

## Carriera
Con la Turchia ha disputato due edizioni dei Campionati europei (1993, 1995).